# Jacquet (marque)
 (janvier 2015).
Si vous disposez d'ouvrages ou d'articles de référence ou si vous connaissez des sites web de qualité traitant du thème abordé ici, merci de compléter l'article en donnant les références utiles à sa vérifiabilité et en les liant à la section « Notes et références ».
Pour les articles homonymes, voir Jacquet.
Jacquet est une marque commerciale de l'industrie agroalimentaire exploitée pour des pains préemballés appartenant à l’entreprise Jacquet Brossard, elle-même filiale de Limagrain via Jacquet Brossard. Elle a été créée en 1880 par Philibert Jacquet, qui dépose le brevet du pain grillé en 1885. Il reçoit la médaille d'or à l'exposition universelle de 1889 pour ce produit.
En 2006, Jacquet rachète la société SDVF, spécialisé dans la fabrication de pains et de viennoiseries.
Cette marque est aujourd'hui présente dans une grande partie du globe, principalement en Europe mais également aux États-Unis, au Japon et bien d'autres.

## Historique

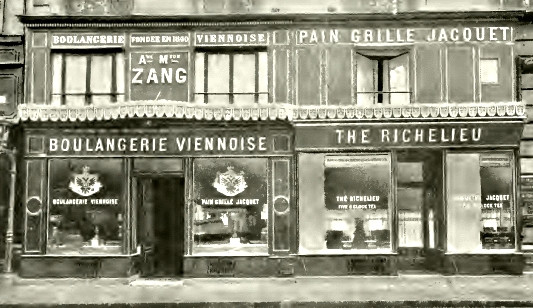
Boulangerie où s'installera Philibert Jacquet au XIXe siècle, à Paris.

En 1880, Philibert Jacquet ouvre une boulangerie familiale au 92, rue de Richelieu, à Paris. En 1885, il dépose le brevet du pain grillé, qu'il commence à vendre en dehors de sa boulangerie trois ans plus tard.
En 1920, l'entreprise est rachetée par la famille Joulin, et Lucien Joulin rapporte, en 1954, d'un voyage d'affaire en Angleterre, la recette du pain de mie et développe le concept en France. En 1959, l'entreprise ouvre sa première usine de pain à Bezons, face à la mairie, rue de Pontoise, en Seine-et-Oise à l'époque, et lance le premier pain de mie pré-emballé en France.

## Données financières
La marque Jacquet est présente dans les 2 segments du marché des pains préemballés : les pains de mie (grandes tranches, petites tranches, sans croûte…) et les pains spéciaux (pains pour hamburgers, pains ethniques, pains apéritifs, pains à finir de cuire…) :
- 74 millions de paquets vendus en 2014.
- 107 M € de CA[3].
- Marque no 2 sur le marché des pains préemballés.
- Marque no 1 sur les pains à hamburgers.
- Marque no 1 sur les pains festifs.
- La marque est présente dans un foyer français sur deux[réf. nécessaire].

## Jacquet partenaire de l'ASM Clermont Auvergne
À partir de 2009, Jacquet devient le sponsor maillot de l’ASM Clermont Auvergne et s’associe ainsi au monde du rugby.